# Église Sainte-Marie de Balzan

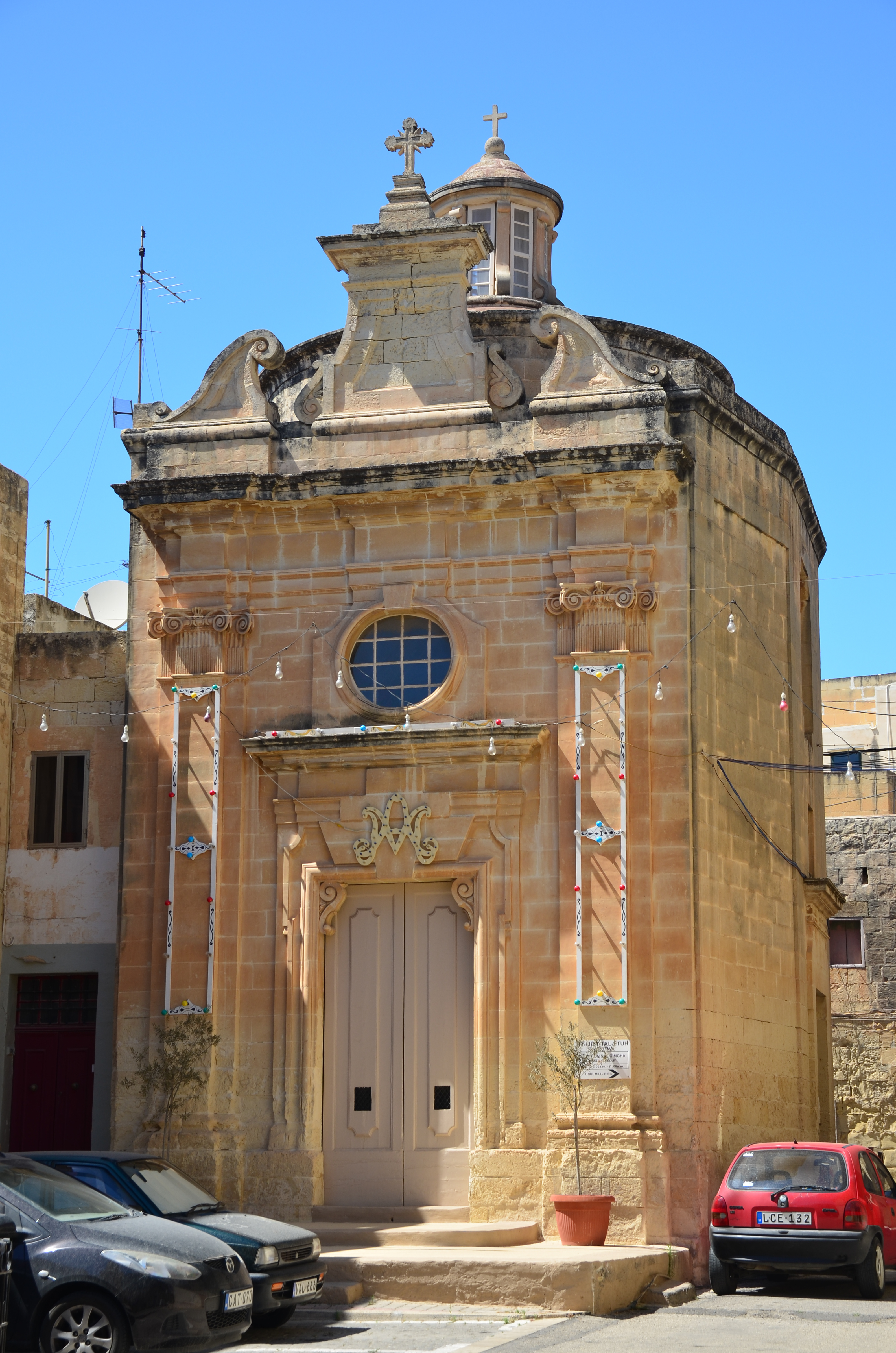
Sainte Marie.

Pour les articles homonymes, voir Église Sainte-Marie.
L'église Sainte-Marie est une église catholique située à Balzan, à Malte.

## Historique
L'église a été construite en 1846 par l'architecte maltais Tumas Dingli dans le style renaissance,.